# Max Theiler
Max Theiler, južnoafriško-ameriški zdravnik in virolog, nobelovec, * 30. januar 1899, Pretoria, Južnoafriška republika (danes Republika Južna Afrika), † 11. avgust 1972, New Haven, Connecticut, Združene države Amerike.
Znan je predvsem kot znanstvenik, ki je razvil učinkovito cepivo proti rumeni mrzlici, za kar je leta 1951 prejel Nobelovo nagrado za fiziologijo ali medicino. Je edini, ki je prejel to priznanje za odkritje cepiva.

## Življenje in delo
Rodil se je staršema švicarskega porekla, njegov oče je bil znan veterinar. Zgodnjo medicinsko izobrazbo je pridobil v Južni Afriki, nato pa odšel študirat v Anglijo na medicinsko fakulteto bolnišnice sv. Tomaža in Londonsko šolo higiene in tropske medicine (del Univerze v Londonu), kjer je pridobil naziv doktorja medicine leta 1922.
Po študiju je odšel v Združene države Amerike, kjer je dobil položaj asistenta na oddelku za tropsko medicino medicinske fakultete Univerze Harvard. Pod vplivom takratnega vodje oddelka se je posvetil rumeni mrzlici, smrtonosni nalezljivi bolezni, ki so jo znanstveniki šele v 20 letih pred tem pričeli bolje spoznavati. Theiler je najprej ovrgel teorijo da povzroča bolezen bakterija Leptospira icteroides, s čimer je podal nov dokaz, da jo povzroča virus. Opravil je tudi nekaj primerjalnih imunoloških raziskav z virusnimi sevi iz Zahodne Afrike in Južne Amerike.
Leta 1930 je odšel na Rockefellerjev inštitut (danes Univerza Rockefeller) v New York. V teh letih je na več inštitucijah potekalo intenzivno delo na razvoju cepiva za rumeno mrzlico. Virus so takrat namnoževali in slabili v rezusih, Theiler pa je ugotovil, da je enako učinkovit živalski subjekt hišna miš, ki jo virus lahko prav tako okuži. To je bil pomemben preboj, saj so bile raziskave na laboratorijskih miših bistveno enostavnejše in cenejše kot na opicah. Izkazalo se je, da je v miših oslabljen virus dejansko manj patogen tudi za opice. Theiler je kasneje razvil tudi metodo namnoževanja virusa v piščančjih tkivnih kulturah, kar je omogočilo hkratno delo na stotinah virusnih sevov. S sodelavci je tako preiskušal množico sevov in naposled odkril takega, ki sproži imunski odziv, ne more pa okužiti ne živčnega sistema ne drugih organov. Na tej osnovi so pri Rockefellerjevi fundaciji razvili cepivo, ki se je izkazalo za tako varno in učinkovito, da ga še danes proizvajajo po isti metodi iz istega seva. Theiler je leta 1951 postal direktor inštituta. Poleg rumene mrzlice je raziskoval še dengo, otroško ohromelost in druge bolezni.
Leta 1964 je postal predavatelj imunologije in mikrobiologije na Univerzi Yale. To delo je opravljal tri leta, potem pa postal sodelavec Rockefellerjeve fundacije, kjer je ostal do leta 1972, ko je umrl za pljučnim rakom.

## Priznanja
Uspeh cepiva mu je prinesel več priznanj. Leta 1949 je prejel nagrado Alberta Laskerja za klinične medicinske raziskave, leta 1951 Nobelovo nagrado za fiziologijo ali medicino, poleg njiju pa še več manjših.